# Tapir amazònic
El tapir amazònic o tapir del Brasil (Tapirus terrestris), o anta en portuguès, és una de les quatre espècies de tapirs, juntament amb el tapir de Baird, el tapir de muntanya i el tapir asiàtic. És el segon mamífer terrestre salvatge més gros de Sud-amèrica, després del tapir de Baird.